# San Quentin State Prison

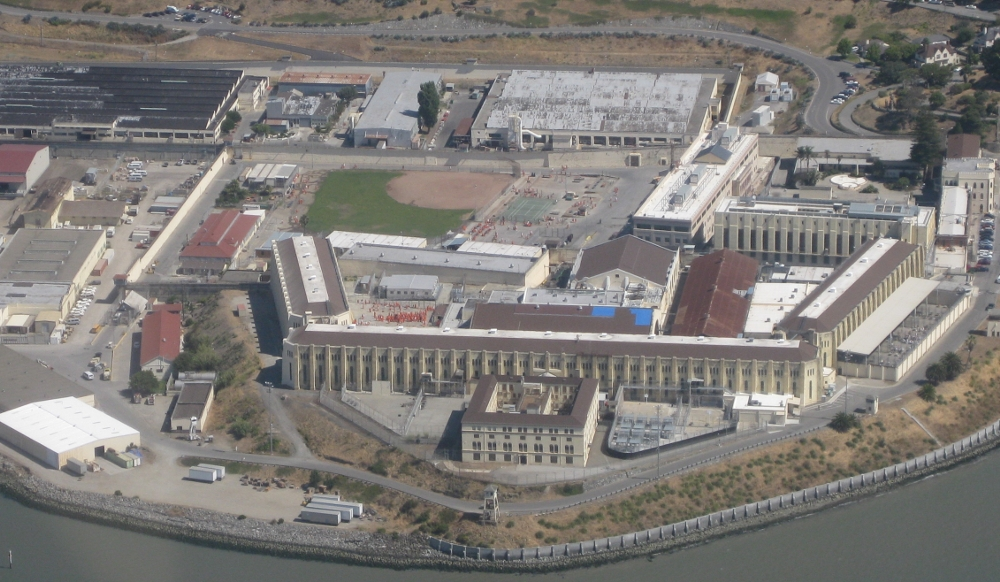
Luchtopname van de gevangenis

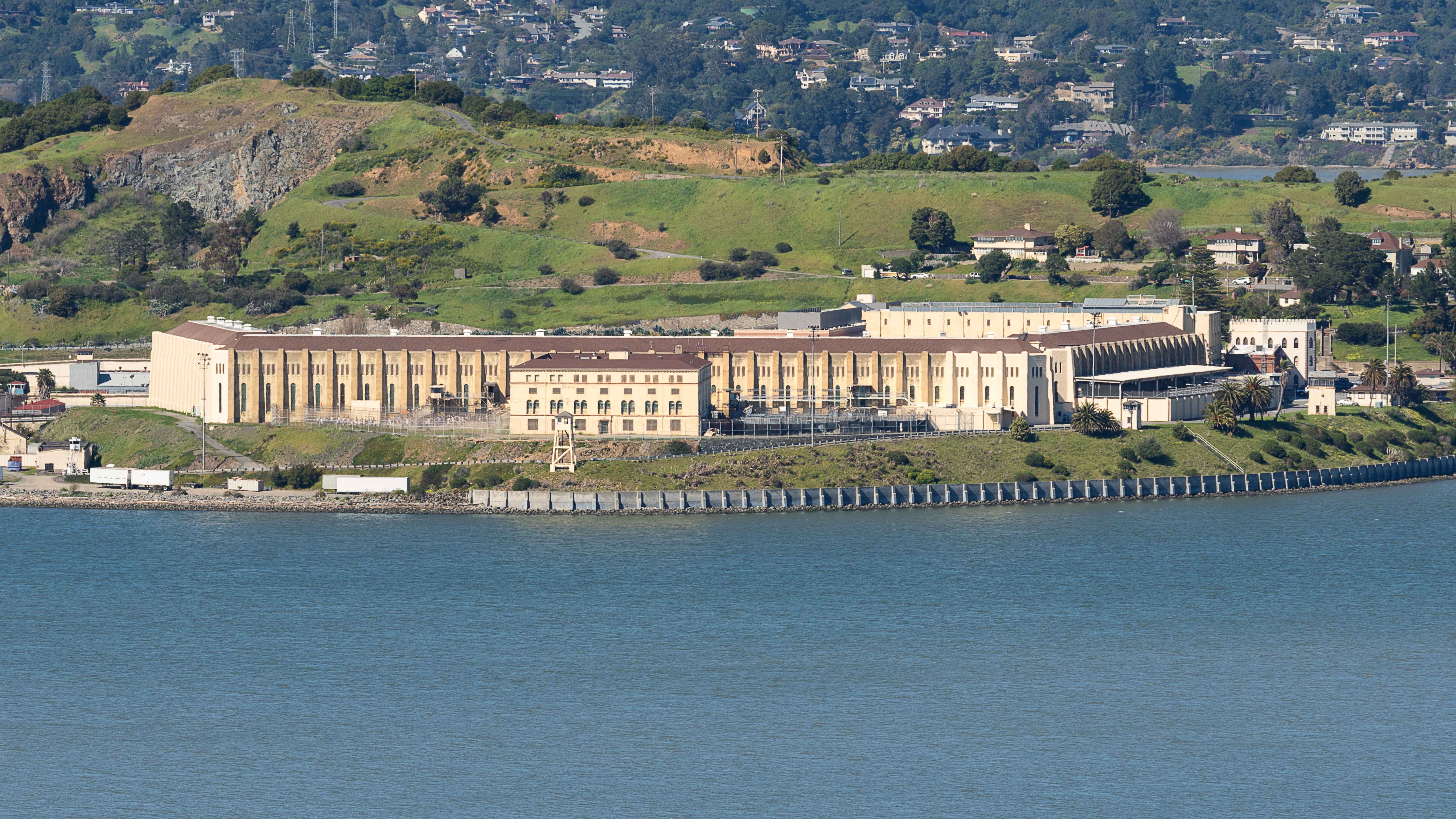
San Quentin State Prison

De San Quentin State Prison is een gevangenis bij San Francisco, op een groot terrein aan de noordkust van San Francisco Bay. De oppervlakte bedraagt 1,7 vierkante kilometer. Het gebouw is in juli 1852 in gebruik genomen en is daarmee de oudste gevangenis van Californië. De inrichting bood in 2020 officieel plaats aan ruim 3000 veroordeelden, maar in werkelijkheid verbleven er meer dan 3700.
De gevangenis is gebouwd door gevangenen, ze verbleven gedurende de bouw op bajesboot de Waban. De dodencellen en de gaskamer van de staat Californië zijn hier. Gas wordt sinds 1994 niet meer gebruikt. Tot de dood veroordeelden worden om het leven gebracht door middel van een injectie met een dodelijk middel. De laatste ten uitvoerlegging van de doodstraf in Californië vond er in 2006 plaats. In 2022 werd besloten de afdeling voor ter dood veroordeelden op te heffen.
Tot 1933 herbergde San Quentin zowel mannelijke als vrouwelijke gevangenen. In 1933 werden de vrouwelijke gevangenen overgebracht naar een gevangenis in Tehachapi.
Zanger Johnny Cash heeft over de gevangenis een lied geschreven, getiteld San Quentin. De liveversie van dit nummer werd in 1969 in San Quentin opgenomen. In 2006 verscheen een dubbel-cd van Johnny Cash met het gehele concert, waar ook Carl Perkins, June Carter Cash, de Carter Family en The Statler Brothers aan meedoen. In 2003 heeft Metallica haar videoclip voor St. Anger in de gevangenis opgenomen.